# Буа-Дофен, Юрбен де Монморанси-Лаваль
Юрбен I де Монморанси-Лаваль (фр. Urbain I de Montmorency-Laval; 1557 — 27 марта 1629, Сабле-сюр-Сарт), сеньор де Буа-Дофен (Буадофен), маркиз де Сабле — французский военачальник, маршал Франции.

## Биография
Принадлежал к линии сеньоров де Буа-Дофен дома Монморанси-Лавалей. Сын Рене II де Монморанси-Лаваля, сеньора де Буа-Дофена, Сент-Обена, Ле-Кудрейе, Онэ, Сен-Мара, виконта де Бресто, штатного дворянина Палаты короля, погибшего в битве при Сен-Кантене, и Жанны де Ленонкур, придворной дамы королевы Луизы Лотарингской, внук Анри II де Ленонкура.
Граф де Бресто, сеньор де Пресиньи, Буа-Дофен, Онэ, Луэйе, Ле-Кудрейе и Сент-Обен. В 1593 году за 90 тысяч ливров приобрел у герцога Майенского баронию Сабле, возведенную в ранг маркизата жалованной грамотой, данной в Париже 7 января 1602 и зарегистрированной парламентом 15 марта.
Начал военную карьеру, служа при осадах Ливрона (1574) и Ла-Фера (1580). В 1587 году следовал за герцогом де Гизом, под командованием которого отличился в битвах при Вимори и Оно против рейтаров. В день баррикад 12 мая 1588 Буа-Дофен удерживал позицию на площади Мобер, что дало время восставшему народу натянуть цепи поперек улиц и перекрыть авеню. Генрих III приказал его арестовать на Штатах в Блуа, но вскоре Лаваль был отпущен под честное слово, после чего всецело отдался делу Католической лиги.
Пуллен де Сен-Фуа пишет, что при дворе ходили пикантные куплеты о маркизе и его супруге, и Генрих III с удовольствием их распевал. Желание отомстить привело Буа-Дофена на сторону Гизов, но к Генриху IV у него не было претензий, и тем не менее, он оставался стойким приверженцем Лиги.
Маркиз оборонял от Генриха IV город Ле-Ман, сдавшийся на пятый день осады 2 декабря 1589, несмотря на достаточное количество ресурсов. В битве при Иври 13 мая 1590 был ранен в голову и взят в плен. Генрих указал ему на труп павшего а сражении Ги де Лаваля, маркиза де Неля, со словами: «Вот ваш юный родственник, о котором я буду сожалеть всю мою жизнь, он был убит с моей стороны, а вы единственный Монморанси, кто бьется против меня». В следующем году выступил с герцогом Пармским на помощь осажденному Руану.
Под началом герцога де Меркёра заставил принца Домбского снять осаду Крана, атаковал его арьергард при отступлении 24 мая 1592, овладел Шато-Гонтье, захватил или наголову разбил под Амбриером близ Майена сотню англичан, бежавших после поражения при Кране.
В 1593 году был произведен герцогом Майенским в маршалы Лиги, но сведений о принесении присяги не сохранилось, вероятно, из-за того, что Буа-Дофен был занят борьбой с роялистами в Мене и не мог прибыть в Париж.
Перешел на королевскую службу в 1595 году, передав Генриху IV Сабле и Шато-Гонтье. Был назначен государственным советником, а 5 января 1597 пожалован в рыцари орденов короля.
25 июля 1597 в лагере под Амьеном был назначен маршалом Франции. 7 августа принес присягу и был зарегистрирован в Коннетаблии 20 октября.

Его богатство, его замки, его друзья, его интриги сделали его столь могущественным в Анжу, Мене и Турени, что в 1595-м, когда он предложил подчиниться, Генрих IV был вынужден купить его сильно дорого; он получил губернаторство в Анжу, много денег, и был утвержден в ранге маршала Франции, который ему дал герцог Майенский в 1593-м.— Poullain de Saint-Foix G.-F. Histoire de l'Ordre du Saint-Esprit. T. II. — P., 1775, p. 278
В 1599 году был направлен чрезвычайным послом к князьям в Германию. 1601 году стал капитаном роты ста тяжеловооруженных всадников и был отправлен послом к императорскому двору в Вену.
4 октября 1609 в Фонтенбло был назначен губернатором и генеральным наместником Анжу на место умершего Антуана де Сийи де Ла-Рошпо. Принес присягу 26 ноября. Торжественно вступил в Анже 18 ноября 1612.
В первые годы царствования Людовика XIII пользовался большим доверием Марии Медичи.
4 августа 1615 назначен генерал-лейтенантом командующим армией, собиравшейся к востоку от Парижа для противодействия мятежным принцам, выступавшим, среди прочего, против испанского брака короля. Имел приказ прикрыть столицу и остановить армию принцев, но не рискнул давать сражение. Укрепился в Крей-сюр-Уазе, откуда изгнал губернатора, державшего сторону принцев, упредил принца Конде, завязавшего сношения с жителями Санса, занял штаб-квартиру герцога де Пине-Люксембурга, захватив деньги и обоз, ввел войска в Жьен, где мятежники вели подрывную работу, деблокировал королевских карабинеров, осажденных в Уссоне.
В течение трех часов вел артиллерийскую перестрелку с неприятелем у Бони, но не смог помешать переправе частей Конде через Луару 28—29 октября. Затем двинулся в Пуату, чтобы помешать мятежникам соединить свои войска. В том же году был отстранен от командования. Его действия большинство считало крайне неудачными, маршалу предъявляли упреки в робости и подозревали в сговоре с Недовольными.
А. Д. Люблинская в качестве причины нерешительности маршала Буа-Дофена, в ходе кампании следовавшего за армией принцев, не решаясь ее атаковать, и не сумевшего помешать Конде форсировать Уазу и Луару, приводит недостаток кавалерии, в которой королевские войска сильно уступали мятежникам. «…в течение всей кампании Буадофен так и не дождался усиления своей кавалерии, что пагубным образом сказалось на боеспособности его армии».
Получил от Марии Медичи командование в Пон-де-Се с 1500 всадниками. В июне 1619 отказался в ее пользу от губернаторства в Анжу, остался не у дел («грансеньором без кредита», по выражению Пуллена де Сен-Фуа) и удалился в Сабле, где и умер. Был погребен в церкви монастыря кордельеров в Пресиньи, который основал а 1610 году.

## Семья
Жена (1577): Мадлен де Монтекле (1562—17.05.1612), дама де Бургон, Эрон, Буа-о-Пар, Монтоден в Мене, Барже, Ле-Гран-Бокан, Фонтенай, Панлу, Бурнувель, Кулонж и Шансонне, старшая дочь и основная наследница Рене де Монтекле, сеньора де Бургона, и прочего, и Клод дез Эй (des Hayes), дамы де Фонтенай
Дети:
- Филипп-Эмманюэль (ум. 4.06.1640), маркиз де Сабле. Жена: Мадлен де Сувре (1601—16.01.1678), дочь Жиля де Сувре, маркиза де Куртанво, маршала Франции, и Франсуазы де Байёль
- 2 сына, ум. детьми

Бастарда от Мари Жерар:
- Юрбена, бастарда де Лаваль. Муж (24.10.1645): Никола Марешаль